# LokaalCentraal
LokaalCentraal is een Nederlandse lokale politieke partij in de gemeente Midden-Groningen. De partij profileert zich als een pragmatische middenpartij.
De partij is in 1997 opgericht, met als kernbegrippen onder andere klare taal, openheid, luisteren naar de burger, zakelijkheid en geen dogma's. In 1998 kreeg LokaalCentraal gelijk drie zetels (van de 23).
Na de gemeenteraadsverkiezingen van 2002 deed de partij met inmiddels vier zetels mee aan de collegeonderhandelingen. Sindsdien is LokaalCentraal een collegepartij. Na de verkiezingen van 2006 werd de wethouderszetel behouden, ondanks een halvering van de fractie.
In 2014 deed de partij niet mee aan de gemeenteraadsverkiezingen omdat zij niet in staat was een volwaardige kandidatenlijst samen te stellen. In plaats daarvan kwam HS Centraal! met drie zetels in de gemeenteraad.